# Gustave-Gaston Dufour
Gustave-Gaston Dufour (Bergen (België), 12 december 1876 - Bergen, 16 maart 1940) werd aangeworven als lichtmatroos tijdens de Belgica-expeditie naar de Zuidpool (1897-1899). Onder leiding van Adrien de Gerlache werd deze onderneming bekend voor zijn wetenschappelijke bijdragen. De bemanningsleden hadden bovendien als eerste de winter op de Zuidpool doorgebracht, wat ook voor de nodige bewondering zorgde. 

## Jeugdjaren
Gustave-Gaston Dufour was de tweede zoon binnen een welgesteld gezin. Vader François Dufour had rechten gestudeerd en moeder Victorine Brouta was huisvrouw. François Dufour stierf toen Gustave-Gaston Dufour de leeftijd van veertien had bereikt. Gustave-Gaston volgde zijn middelbare studies aan het college van Bergen en haalde in 1893 zijn diploma. Ook volgde hij studies tot scheepsjongen. Na zijn opleiding voer hij aan boord van de Lady Ruthvenn mee de wereld rond als bijverdiensten. Eenmaal terug in België volgde hij hogere studies van landmeter, waarvan hij op 23 augustus 1895 een diploma behaalde. Door het overlijden van zijn vader kreeg Dufour op 21 februari 1896 vrijstelling van legerdienst om zijn moeder bij te kunnen staan.

## De Belgica-expeditie (1897-1899)

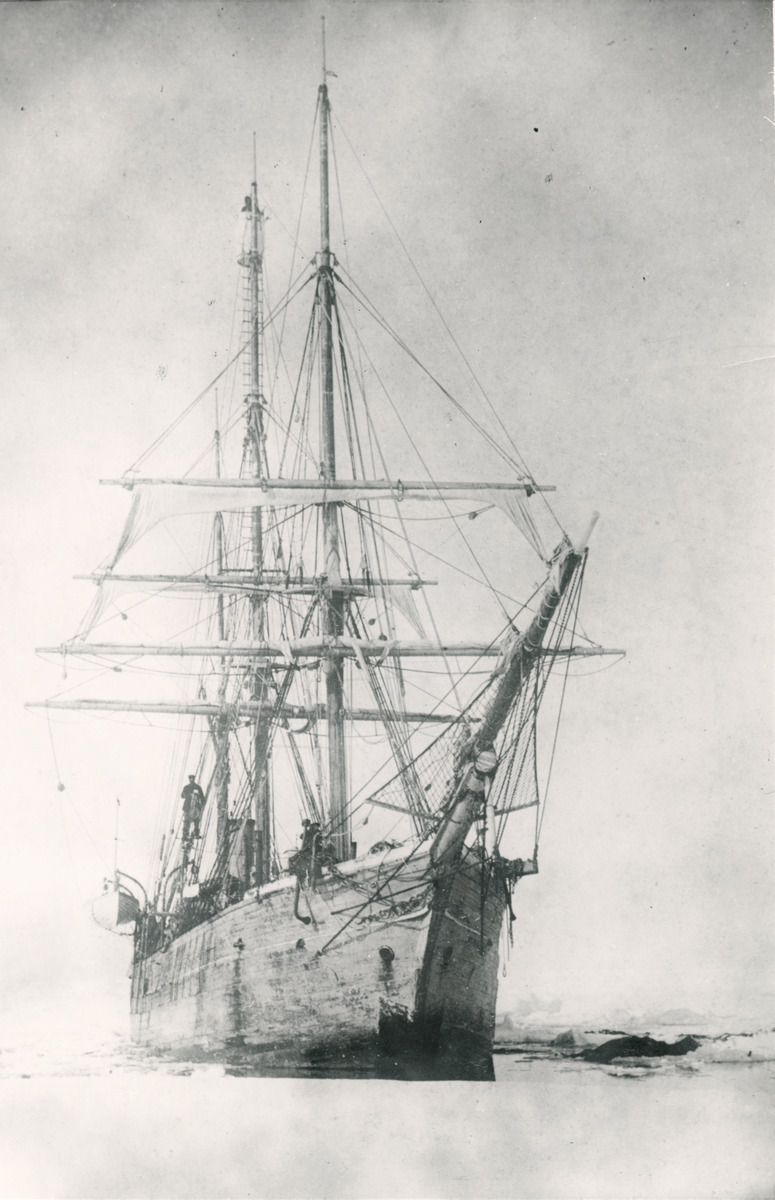
De Belgica die vast in het ijs zit.

Gustave-Gaston Dufour werd door Auguste Houzeau de Lehaie voorgesteld aan Adrien de Gerlache die hem later zou aannemen als lichtmatroos. Op verzoek van de Gerlache deed Dufour eerst nog de bijkomende ervaring op aan boord van een Noors schip die van Swansea naar Canada voer. Uiteindelijk maakte hij op twintigjarige leeftijd deel uit van de Gerlache zijn bemanning. Dufour assisteerde Emile Danco tijdens de expeditie met het maken van geofysische waarnemingen. Jean Van Mirlo en Dufour zouden gedurende de reis regelmatig in conflict zijn geweest met elkaar in verband met hun Waalse en Vlaamse afkomst. Eind februari 1898 was de moeder van Dufour tijdens zijn afwezigheid op het thuisfront gestorven.
Uit dankbetuiging voor de opoffering en wetenschappelijke bijdragen van de bemanning kreeg Dufour van het centrale comité van het Koninklijk Belgisch Aardrijkskundig Genootschap een bronzen medaille. In 1939 verkreeg Dufour in teken van de veertigste verjaardag van de Belgica-expeditie het kruis van ridder in de Leopoldsorde.  

## Verdere leven
Dufour was na de Belgica-expeditie werkzaam in België als landmeter bij het kadaster en bracht de gebieden van Congo in kaart. In Congo kreeg hij te maken met malaria en een beroerte, waardoor hij verlamd raakte. Hierdoor keerde hij noodgedwongen terug naar België waar hij gedurende de rest van zijn leven verlamd in een instelling doorbracht. Gustave-Gaston Dufour stierf op 16 maart 1940 in Mons. 